# Trongsa (stad)
Trongsa (voorheen Tongsa) is een stad in Bhutan en ligt in het district Trongsa. De naam betekent letterlijk "nieuw dorp" in de taal Dzongkha. De stad heeft zo'n 3500 inwoners en ligt op een hoogte van 2800 meter.
De eerste tempel werd er in 1543 gebouwd door de Drugpa-Lama Ngagi Wangchuk. Deze was de overgrootvader van Shabdrung Ngawang Namgyal, de stichter van Bhutan.

## Trongsa Dzong
Trongsa Dzong werd gebouwd in 1644. Men zou Trongsa Dzong het stamslot van de Wangchuk-dynastie kunnen noemen. In 1907 werd de penlop (gouverneur) van Trongsa, Ugyen Wangchuk de eerste koning van Bhutan. Hij werd in Punakha tot koning gekroond.
De toekomstige koning van Bhutan wordt altijd eerst penlop van Trongsa, vervolgens kroonprins, en uiteindelijk koning.
De dzong was eeuwenlang belangrijk voor de oost-west handel. De enige weg die het oosten van Bhutan met het westen van het land verbond liep dwars door het binnenhof van de dzong. Als de penlop besloot de deuren te sluiten dan was het land letterlijk in tweeën gedeeld.

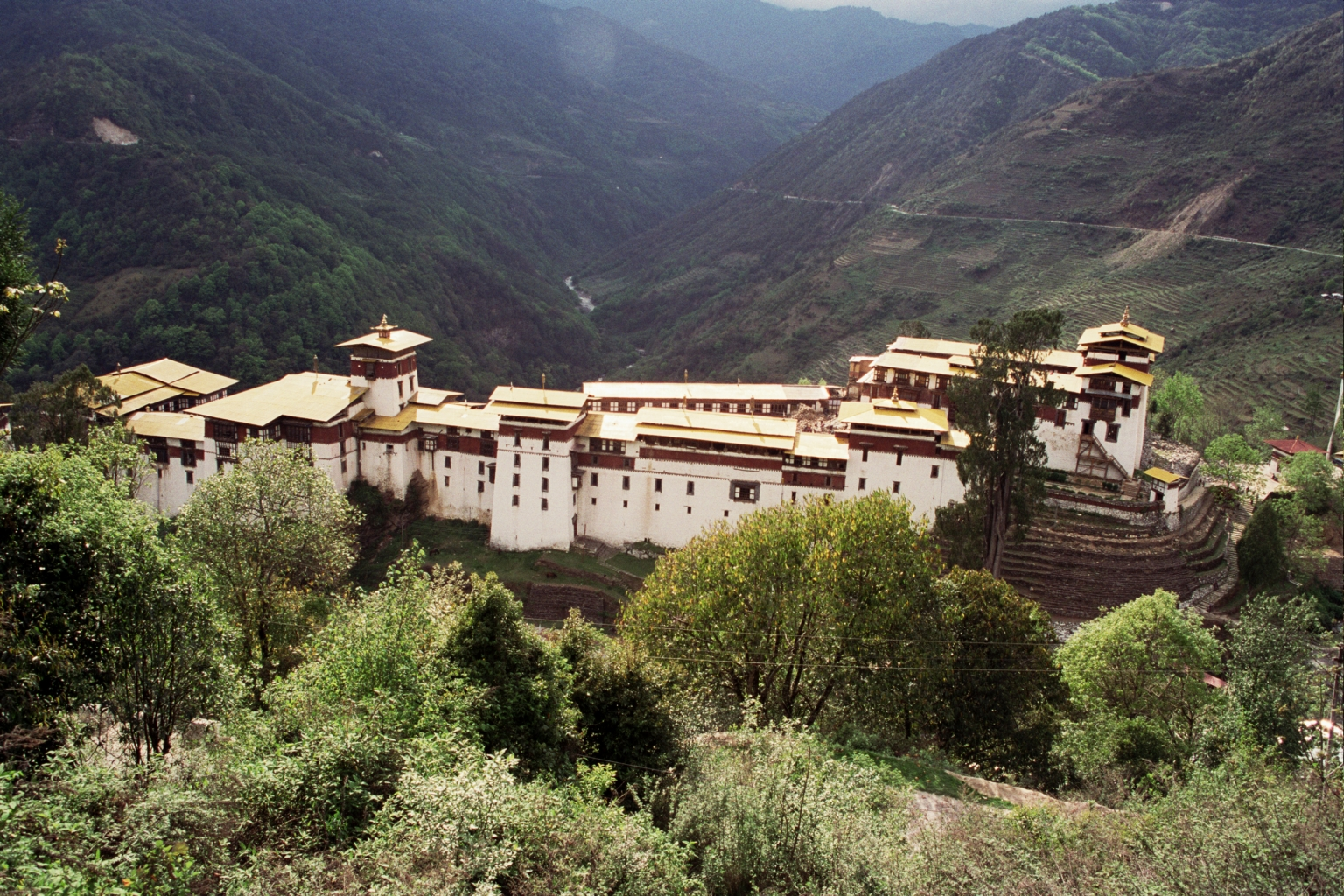
Trongsa Dzong